# Виктор Јеленић
Виктор Јеленић (Београд, 31. октобар 1970) је бивши српски ватерполиста. Био је дугогодишњи репрезентативац Југославије. Јеленић је освојио бронзану медаљу на Олимпијским играма 2000. у Сиднеју и сребрну медаљу на Олимпијским играма 2004. у Атини. Тренутно је председник ВК Црвена звезда
Црвена звезда је током његовог председничког мандата успела да дође до крова Европе, због чега је добио огромне симпатије од стране навијача.
Од 24. априла 2018. Јеленић је на позицији председника Ватерполо савеза Србије.